# Nová Farma
Nová Farma je osada v okrese Cheb v Karlovarském kraji. Je součástí katastrálního území města Teplá. Nachází se asi 2,5 km severozápadně od Teplé, 19,5 km severovýchodně od Mariánských Lázní a 41 km jihozápadně od Karlových Varů.
V Nové Farmě je registrováno 19 čísel popisných. V 19. století v okolí dnešní osady stály pouze dva mlýny: Angerlův mlýn (dnešní čp. 285) a Horní Ströherův mlýn (dnešní čp. 286). Novou Farmou prochází silnice II/210, sousedními sídly jsou Hoštěc, Poutnov, Rankovice a Teplá.